# Scream (오지 오스본의 음반)
| 전문가 평가             | 전문가 평가 |
| 총 점수                 | 총 점수     |
| 출처                    | 점수        |
| ----------------------- | ----------- |
| 메타크리틱              | 63/100      |
| 평가 점수               |             |
| 출처                    | 점수        |
| AllMusic                | [ 2 ]       |
| BBC Music               | (negative)  |
| The Daily Telegraph     | [ 4 ]       |
| Entertainment Weekly    | B –         |
| IGN                     | 7.7/10      |
| PopMatters              | [ 7 ]       |
| Rolling Stone           | [ 8 ]       |
| Ultimate Guitar Archive | [ 9 ]       |

《Scream》은 2010년 6월 14일에 발매된 영국의 헤비 메탈 보컬리스트 오지 오스본의 열한 번째 스튜디오 음반이다. 이 음반은 캘리포니아주 로스앤젤레스에 있는 오스본의 홈 스튜디오 "더 벙커"에서 녹음되었고 자신과 2007년에 《Black Rain》 작업을 했던 케빈 추르코에 의해 프로듀싱을 맡았다. 비록 이 음반은 미국 빌보드 200 차트에서 4위, 영국 음반 차트에서 12위에 오르며 중간 정도의 성공을 거뒀지만, 오스본의 이전 작품에 비해 상업적으로 실망스러운 것으로 여겨졌다.
이 음반의 제목은 원래 《Soul Sucka》였지만, 팬들의 반대 목소리가 나오자 발매 전에 《Scream》으로 변경되었다. 이 음반은 장기 기타리스트 잭 와일드를 대신한 기타리스트 거스 G가 참여한 오스본의 유일한 음반이다. 이 음반의 드럼은 케빈 추르코가 녹음했지만, 토미 클루페토스는 당시 오스본의 밴드와 함께 투어를 하고 있었다. 《Scream》은 또한 2004년부터 투어 음악가로 오스본과 함께 일했던 키보디스트 애덤 웨이크먼이 참여한 첫 번째 음반이다. 이 음반에서 발매된 리드 싱글은 〈Let Me Hear You Scream〉으로 아메리칸 록 송 차트에서 6위를 기록했다. 이것은 오스본이 1986년 《The Ultimate Sin》 이후 커버 아트에 그의 클래식 로고를 사용한 첫 번째 음반이다.
이 음반의 2-CD "투어 에디션" 버전은 2010년 10월 5일 미국에서 발매되었다.

## 배경
이 음반을 홍보하기 위해, 오지 오스본 트랙 팩은 《록 밴드》 비디오 게임 시리즈의 다운로드 가능한 콘텐츠로 출시되었으며, 3곡의 《Scream》 곡과 오지의 최고 히트곡 중 3곡이 수록되었다. 2010년 6월 15일, 〈Let Me Hear You Scream〉, 〈Soul Sucker〉, 〈Diggin' Me Down〉이 오스본의 이전 음반에 수록된 〈I Don't Wanna Stop〉 (《Black Rain》), 〈Crazy Babies〉 (《No Rest for the Wicked》), 〈No More Tears〉 (동명의 음반에서)와 함께 발매됐다.
2010년 6월 12일, 로스앤젤레스 다저 스타디움에서 또 다른 홍보 행사가 열렸다. 로스앤젤레스 다저스와 로스앤젤레스 에인절스의 경기 5회 중반, 오스본은 관중들에게 음반의 제목을 가능한 한 크게 그리고 길게 외치도록 격려했다. 목표는 관중들의 가장 크고 긴 비명으로 기네스 세계 기록을 세우는 것이었고, 시도는 성공했다. 공식 데시벨 수준은 발표되지 않았지만, 이 경기장은 핀란드 보이 스카우트 그룹이 세운 이전 기록인 127.2dBA를 깼다. 벌어들인 돈은 암 연구를 돕기 위해 싱크큐어!에 기부되었다. 오스본은 또한 음반을 홍보하기 위해 많은 새로운 광고, 비디오 게임, 음반 등에 출연했다.
〈Let Me Hear You Scream〉은 이러한 위업을 달성한 오스본의 두 번째 싱글곡인 미국 메인스트림 록 트랙 차트에서 1위를 기록했다. 이 노래는 비디오 게임 《매든 NFL 11》에 〈Crazy Train〉과 함께 실렸다.
〈Life Won't Wait〉는 캐나다 미디어베이스 록 차트 1위에 오르며 이러한 위업을 달성한 세 번째 싱글이 되었다. 〈Life Won't Wait〉는 제작 노트에 발표되었고 공포 영화 《쏘우 3D》의 마지막 크레딧 동안 연주되었다.

## 곡 목록
모든 곡들은 특별한 언급이 없는 한 오지 오스본, 케빈 추르코 그리고 애덤 웨이크먼에 의해 작사/작곡하였다.
| #   | 제목                       | 작사·작곡      | 재생 시간 |
| --- | -------------------------- | -------------- | --------- |
| 1.  | 〈Let It Die〉             |                | 6:06      |
| 2.  | 〈Let Me Hear You Scream〉 | 오스본, 추르코 | 3:25      |
| 3.  | 〈Soul Sucker〉            | 오스본, 추르코 | 4:34      |
| 4.  | 〈Life Won't Wait〉        | 오스본, 추르코 | 5:06      |
| 5.  | 〈Diggin' Me Down〉        |                | 6:03      |
| 6.  | 〈Crucify〉                | 오스본, 추르코 | 3:29      |
| 7.  | 〈Fearless〉               |                | 3:41      |
| 8.  | 〈Time〉                   | 오스본, 추르코 | 5:31      |
| 9.  | 〈I Want It More〉         |                | 5:36      |
| 10. | 〈Latimer's Mercy〉        | 오스본, 추르코 | 4:27      |
| 11. | 〈I Love You All〉         |                | 1:02      |

## 인증
| 국가                                                  | 인증 | 판매량/출하량 |
| ----------------------------------------------------- | ---- | ------------- |
| 캐나다 (뮤직 캐나다)                                  | 골드 | 40,000^       |
| 폴란드 (ZPAV)                                         | 골드 | 10,000*       |
| *판매량을 기반으로 한 인증 ^출하량을 기반으로 한 인증 |      |               |